# Joe Quesada
Pour les articles homonymes, voir Quesada.
Compléments
Joseph « Joe » Quesada est un dessinateur, éditeur et scénariste de comics américain né le 1er décembre 1962. Il est rédacteur en chef des éditions Marvel Comics de 2000 à 2010, Axel Alonso le remplace à partir de janvier 2011.

## Biographie
Ses parents sont originaires de Cuba, il étudie au School of Visual Arts.
Il a fondé avec son ami Jimmy Palmiotti, scénariste et encreur, Event Comics, dans laquelle ils créent Ash, un pompier doté de super-pouvoirs, et Painkiller Jane. 
En 1998, leur société est engagée par Marvel Comics pour relancer certains personnages en perte de vitesse sous le label Marvel Knights. Joe Quesada dessine lui-même Daredevil volume 2, scénarisé par le réalisateur Kevin Smith.
Quesada continue à scénariser certains projets, comme NYX ou Daredevil : Father.

## Publications
Marvel comics
- Daredevil v2
- The Amazing Spider-Man
- NYX (comics)
- Iron Man
- Marvel Knights
- MAX (comics)
- Sleepwalker (Marvel comics)
- Ultimate Marvel
- Black Panther (avec Mark Texeira)
- Facteur-X (Marvel comics)
- Punisher (Marvel comics)
- The Sensational Spider-Man
- Facteur-X
- X-Force

DC Comics
- The Ray (DC comics)
- The Question (DC comics)
- Spelljammer (DC Comics) de Barbara Kesel
- Batman: Sword of Azrael #1-4 (avec Kevin Nowlan, Dennis O'Neil)

Autres publications
- Ash (comics) (Event Comics) avec Jimmy Palmiotti
- Painkiller Jane
- Ninjak (Valiant Comics)
- X-O Manowar (Valiant Comics)
- WildC.A.T.S (Image Comics / WildStorm)  #21 "Pin-up"

## Prix et récompenses
- 1992 : Prix Harvey du nouveau talent le plus prometteur pour différents titres DC et Marvel
- 1993 Diamond Gem Award for Best Cover
- Inkpot Award (2014)[2]